# Ashland (Virginia)
Ashland (ehemals auch Slash Cottage oder Slashes) ist eine Kleinstadt im Bundesstaat Virginia in den Vereinigten Staaten. Sie liegt rund 30 Kilometer nördlich von Virginias Hauptstadt Richmond im Hanover County. Das U.S. Census Bureau hat bei der Volkszählung 2020 eine Einwohnerzahl von 7.565 ermittelt. 
Ashland wurde 1858 an einer historisch vielgenutzten Route zwischen Richmond und Washington, D.C., der heutigen Interstate 95, gegründet. Zusätzlich hat die Stadt einen Bahnhof, der von Regionalzügen der Amtrak bedient wird. Das 1830 gegründete Randolph-Macon College hat seit 1868 seinen Sitz in Ashland.
Im Oktober 2002 geriet Ashland als einer der Tatorte der Beltway Sniper Attacks in die Schlagzeilen. 